# Gare de Fukuyama
La gare de Fukuyama (福山駅, Fukuyama-eki) est une gare ferroviaire de la ville de Fukuyama, dans la préfecture de Hiroshima au Japon. Elle est exploitée par la compagnie JR West.

## Situation ferroviaire
La gare de Fukuyama est située au point kilométrique (PK) 217,7 de la ligne Shinkansen Sanyō et au PK 201,7 de la ligne principale Sanyō. Elle marque le début de la ligne Fukuen.

## Histoire
La gare a été inaugurée le 11 septembre 1891.

## Service des voyageurs

### Accueil
La gare dispose d'un bâtiment voyageurs ouvert tous les jours, avec des guichets et des automates pour l'achat de titres de transport.

### Desserte
- Ligne Shinkansen Sanyō :
  - voie 1 : direction Hakata
  - voie 2 : direction Shin-Osaka
- Ligne principale Sanyō
  - voies 3 et 4 : direction Hiroshima
  - voies 5 et 6 : direction Okayama
- Ligne Fukuen :
  - voies 7 et 8 : direction Fuchū et Shiomachi

## Dans les environs
Le château de Fukuyama est situé à proximité de la gare.